# Lucy-sur-Yonne
Lucy-sur-Yonne es una localidad y comuna francesa situada en la región de Borgoña, departamento de Yonne, en el distrito de Auxerre y cantón de Coulanges-sur-Yonne.

## Demografía
| 505 | 561 | 581 | 531 | 600 | 592 | 570 | 565 | 488 | 480 | 447 | 420 | 417 | 399 | 355 | 344 | 319 | 305 | 303 | 274 | 240 | 226 | 238 | 215 | 202 | 207 | 168 | 148 | 156 | 180 | 162 | 135 | 150 |
| Para los censos de 1962 a 1999 la población legal corresponde a la población sin duplicidades (Fuente: INSEE [Consultar]) |     |     |     |     |     |     |     |     |     |     |     |     |     |     |     |     |     |     |     |     |     |     |     |     |     |     |     |     |     |     |     |     |